# Sexbergrumptjärnarna
Sexbergrumptjärnarna är en sjö i Bjurholms kommun i Ångermanland och ingår i Lögdeälvens huvudavrinningsområde.